# Chorizagrotis arenacea
Chorizagrotis arenacea là một loài bướm đêm trong họ Noctuidae.